# Francisco Sanchis Pascual
Francisco Sanchis Pascual (Xàtiva, 5 d'octubre de 1866 - Godella, 17 de novembre de 1934) fou un polític i dirigent socialista valencià, diputat a Corts durant la Segona República.

## Biografia
A la mort del seu pare va treballar com a paleta, però arran d'un accident laboral en 1883 va començar a treballar com a tipògraf. A finals de 1884 va marxar a Madrid i des de 1885 treballà a la impremta de Ricardo Fe, on va contactar amb dirigents de la Federació Gràfica de la UGT. El 1886 tornà a València, on va constituir l'Agrupació Socialista Valenciana del PSOE, de la que en serà el principal dirigent el 1889 i a la que representarà en el IV Congrés del PSOE en 1894. El 1896 fundà el diari La Reforma Social, i el 1899 abandonà el PSOE per discrepàncies amb Francisco Martínez Andreu. Creà aleshores el Cercle Marxista Valencià, que fou admès novament al PSOE. El 1901 assolí la direcció de l'AS del PSOE a València, que el 1905 transformà en Federació Socialista Valenciana, i en 1910 fundà el diari La República Social.
El 1910 fou candidat a Corts per València en aliança republicano-socialista amb Rodrigo Soriano, però fou derrotat. El 1917 fou escollit regidor de l'ajuntament de València pel districte del Port pel PSOE. El 1918 fou vicepresident del XXI Congrés del PSOE. A les eleccions municipals espanyoles de 1931 fou escollit regidor de València pel districte de Russafa i a les eleccions generals espanyoles de 1931 fou elegit diputat per València ciutat pel PSOE. on representà al sector més moderat del partit. Va ocupar un càrrec a l'Instituto Nacional de Previsión, però després de la Revolució d'Astúries de 1934 fou destituït. Va morir poc després.